# Cinco de Mayo
Cinco de Mayo (termen spaniol care înseamnă „cinci mai”) este o sărbătoare care comemorează victoria nesperată a armatei mexicane împotriva invaziei franceze în bătălia de la Puebla din 5 mai 1862, sub conducerea generalului Ignacio Zaragoza Seguín. Ea este sărbătorită mai ales în statul mexican Puebla și în Statele Unite ale Americii. Deși Cinco de Mayo are o semnificație limitată, și în Mexic este sărbătorită doar pe plan local, data este o mare sărbătoare a comunității mexicane din SUA și ocupă un rol important în această țară, dar și în altele, ca sărbătoare a culturii și identității mexicane. Cinco de Mayo nu este ziua indepenedenței Mexicului, ziua națională a acestei țări.

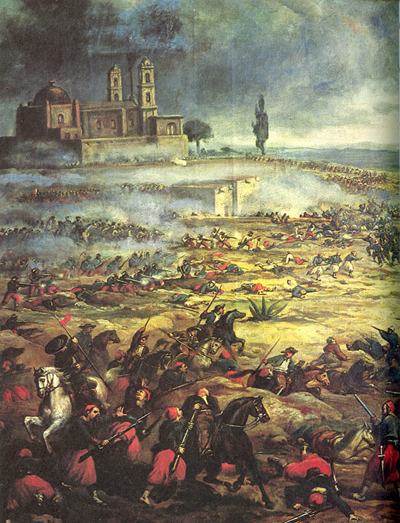
Bătălia de la Puebla

## Originea

### Evenimentele dinainte de Cinco de Mayo
Cinco de Mayo își are rădăcinile în ocupația franceză a Mexicului, în urma războaielor Americano-Mexican (1846-1848), Civil Mexican (1858), și a Războiului Reformelor (1860). Aceste războaie au lăsat administrația de stat a Mexicului în ruină și aproape de faliment. La 17 iulie 1861, președintele mexican Benito Juárez a semnat un moratoriu prin care a suspendat plățile datoriei externe timp de doi ani, cu promisiunea că după această perioadă, plățile se vor relua. Ca răspuns, Franța, Regatul Unit și Spania au trimis forțe navale la Veracruz pentru a cere rambursarea datoriei. Britanicii și spaniolii au negociat cu Mexicul și s-au retras, dar Franța, sub conducerea lui Napoleon al III-lea, s-a hotărât să profite de ocazie pentru a înființa în Mexic un imperiu latin care să favorizeze interesele Franței.

### Invazia franceză
Spre sfârșitul lui 1861, o flotă franceză a atacat Veracruz, debarcând o forță franceză și forțând retragerea președintelui Juárez și a guvernului său. Avansând din Veracruz către Ciudad de México, armata franceză a întâmpinat rezistență din partea mexicanilor lângă Puebla, la redutele mexicane Loreto și Guadalupe. Armata franceză de 8.000 de oameni a atacat armata mexicană de doar 4.000 de soldați prost echipați. Cu toate acestea, mexicanii au reușit să zdrobească decisiv armata franceză, una dintre cele mai bune din lume la acea vreme, fiind învinsă o singură dată în ultimii aproape 50 de ani.

### Victoria mexicană
Victoria a reprezentat mult pentru moralul armatei și poporului mexican. History Channel scrie că:
„Deși nu a fost o victorie strategică majoră în războiul de ansamblu împotriva Franței, succesul lui Zaragoza de la Puebla a reprezentat o mare victorie morală pentru guvernul mexican.”
Revista TIME scrie:
„Victoria de la Puebla a ajuns să simbolizeze unitatea și mândria de ceea ce părea a fi un David mexican care a învins Goliatul francez.”
Bătălia a contribuit la constituirea unui sentiment de mândrie și unitate națională.

### Urmările bătăliei
Victoria mexicană a fost însă una de scurtă durată. 30.000 de soldați au venit în continuare din Franța, iar armata mexicană a fost învinsă după un an, Ciudad de México cucerit, iar Maximilian I a fost pus împărat al Mexicului. Nici victoria franceză nu a durat prea mult, doar 3 ani, din 1864 până în 1867. Cum Războiul Civil American a luat sfârșit în 1865, Statele Unite au putut ajuta Mexicul să-i îndepărteze pe francezi, după care împăratul Maximilian a fost executat de mexicani, împreună cu generalii săi Miramón și Mejía, în Cerro de las Campanas, Queretaro.

## Semnificația
Bătălia de la Puebla a fost importantă cel puțin pentru două motive. În primul rând, deși depășită numeric, armata mexicană a învins o armată franceză mult mai bine echipată.  În al doilea rând, a reprezentat ultima oară când o țară din cele două Americi a fost invadată de o forță militară europeană.

## Consecințele față de Statele Unite
Unii istorici au susținut că scopul real al Franței era să contribuie la dezmembrarea Statelor Unite, care la acea vreme era în toiul unui război civil, susținând Confederația. Consecința bătăliei de Cinco de Mayo pentru Statele Unite ar fi reprezentat, în acest caz, preîntâmpinarea asistenței franceze pentru confederați timp de un an.
Donald W. Miles afirmă că „la acea vreme, existau temeri în Statele Unite că francezii se vor folosi de Mexic ca bază pentru susținerea Confederației, și deci președintele Lincoln și secretarul său de stat au făcut tot posibilul pentru a părea neutră în situația mexicană. Ei nu doreau să fie nevoiți să lupte în același timp și cu francezii, și cu confederații”. Conform dr. Miles, Napoleon al III-lea a ezitat și el să atace direct SUA, dar a profitat de faptul că americanii au fost ocupați cu războiul dintre Nord și Sud. După ce a auzit că spaniolii și britanicii s-au retras de la Veracruz, Napoleon a hotărât nu doar că va trimite marina franceză la atac, ci că va căuta și pe cineva pe care să-l pună împărat în Mexic, după care va folosi Mexicul ca bază de asistență pentru confederați.  Concluziile dr. Miles sunt că „împăratul Franței a ordonat generalilor să cucerească Mexico în câteva luni și apoi să-i ajute pe confederați să câștige războiul cu Statele Unite. Dacă ar fi reușit? Statele Unite nu ar fi devenit niciodată marea putere care sunt astăzi...mexicanii nu doar că și-au recâștigat patria, dar au influențat și rezultatul Războiului Civil American."
Istoricul Justo Sierra a scris în Political Evolution of the Mexican People, că dacă Mexicul nu i-ar fi învins pe francezi în Puebla la 5 mai 1862, Franța ar fi ajutat Sudul în Războiul Civil și destinul Statelor Unite ar fi fost cu totul altul.

## Celebrare

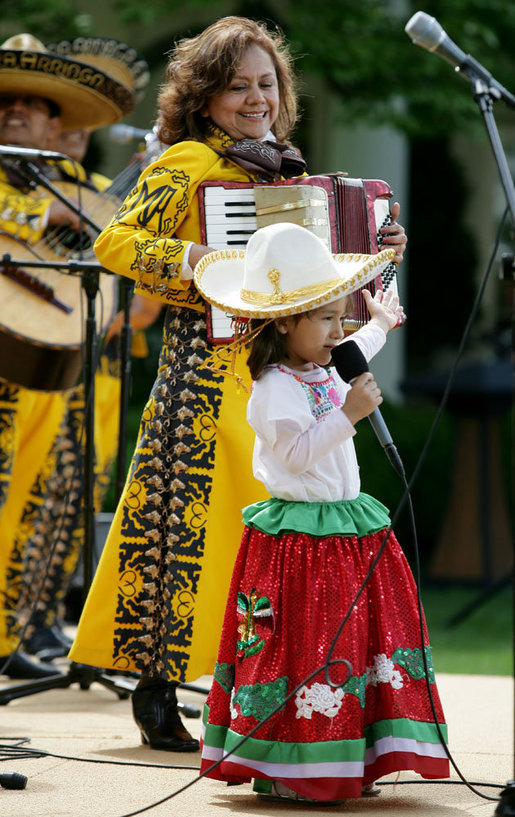
Program artistic de Cinco de Mayo la Casa Albă

### Mexic
În Mexic, Cinco de Mayo este sărbătoare regională limitată în principal la statul Puebla. Ea este recunoscută și în alte părți ale țării, dar fără a i se aloca o importanță deosebită. În mare parte, ziua este sărbătorită cu mâncare, muzică și dans.

### Statele Unite
Într-un studiu din 1998 publicat în Journal of American Culture s-a arătat că numărul de manifestări de Cinco de Mayo în Statele Unite era de peste 120. În 2006, studiul actualizat a găsit că numărul acestor manifestări a depășit 150, așa cum arată José Alamillo, profesor de studii etnografice la Washington State University din Pullman, care a studiat impactul cultural al sărbătorii de Cinco de Mayo la nord de Rio Grande.
În Statele Unite, Cinco de Mayo a căpătat o semnificație mai mare decât în Mexic. Data este recunoscută în Statele Unite ca zi de sărbătorire a culturii și experienței minorității mexicane din SUA, așa cum este Ziua Sfântului Patrick, Oktoberfest și Anul Nou Chinezesc pentru minoritățile irlandeză, germană, respectiv chineză. Ca și acele sărbători, Cinco de Mayo este sărbătorit de mulți americani indiferent de originea lor etnică. Sărbătoarea tinde să fie influențată atât de simbolistica tradițională mexicană, cum ar fi Virgen de Guadalupe, cât și de figurile importante ale comunității mexicane din SUA, cum ar fi César Chávez. Multe case afișează bannere de Cinco de Mayo iar școlile țin serbări speciale pentru a-i învăța pe elevi semnificația istorică. Serbări și evenimente speciale sunt axate pe cultura mexicană, în special muzica și pe dansurile populare; de exemplu, la Plaza del Pueblo de Los Angeles lângă strada Olvera se țin anual demonstrații de baile folklórico și mariachi. Interesele comerciale din SUA au dus și la folosirea sărbătorii pentru promovarea de produse și servicii de origine mexicană, cu accent pe băuturi, mâncare tradițională și muzică.